# Mustelus mosis
La musola arábiga (Mustelus mosis) es un tiburón de la familia Triakidae, que habita en las plataformas continentales del Índico tropical occidental desde el mar Rojo y África Oriental hasta las Maldivas, India y Sri Lanka entre las latitudes 30° N y 7º N, a profundidades de entre 20 y 250 m. Su longitud máxima es de 1,5 m.